# Heliura cosmosomodes
Heliura cosmosomodes là một loài bướm đêm thuộc phân họ Arctiinae, họ Erebidae.